# Herlaarhof
Herlaarhof is een centrum voor kinder- en jeugdpsychiatrie, onderdeel van de Reinier van Arkel groep. Het is een tweedelijns ggz-instelling. Het verzorgingsgebied omvat het oosten van Noord-Brabant. Het Multi-Functioneel-Centrum voor kinderen en jongeren met een Lichte Verstandelijke Beperking (MFC-LVG) heeft een provinciale functie. Herlaarhof diagnosticeert, behandelt en begeleidt kinderen en jeugdigen (0 tot 18 jaar) met psychiatrische problematiek. Het gaat om autisme, autismespectrum-stoornissen, ADHD, angst, depressie, een leer- of ontwikkelingsstoornis en trauma.

## Locaties
Herlaarhof heeft de volgende locaties:
- Vught: kliniek, dagbehandeling en polikliniek
- Helmond: dagbehandeling en polikliniek
- Veldhoven: dagbehandeling en polikliniek
- Oss: polikliniek
- Zaltbommel: polikliniek
- Drunen en Elshout: Jeugdhulpverlening verblijf en ambulante begeleiding

## Historie en naamgeving
Herlaarhof heeft haar naam te danken aan het kasteel Nieuw-Herlaer in Sint-Michielsgestel. In 1955 kwam het kasteel in handen van de Stichting de Godshuizen. Deze vestigde er een instituut voor zwakzinnige kinderen en in 1960 werd het een observatiekliniek voor kinderpsychiatrie en neurologie. Hiertoe moest het kasteel worden verbouwd, maar in 1970 verhuisde de instelling naar het nieuwe verblijf op Zorgpark Voorburg te Vught.

## Feiten en cijfers
Herlaarhof heeft een capaciteit van 57 klinische behandelplaatsen (waarvan 7 Wvggz bedden) en 48 plaatsen voor dagbehandeling. Het MFC LVG heeft 24 klinische behandelplaatsen en een polikliniek. 
In Drunen en Elshout zijn in totaal 35 plaatsen voor 24 uurs verblijf voor kinderen en jongeren, deels Wlz plaatsen en deels Provinciale jeugdzorg.
Bij Herlaarhof waren in 2011 6900 kinderen en jeugdigen in zorg. Per jaar worden er ongeveer 2500 nieuwe kinderen ingeschreven. 96% van de kinderen en jongeren wordt poliklinisch behandeld. 

## Samenwerking
Herlaarhof werkt samen met huisartsen, kinder- en jeugdartsen, GGD, ziekenhuizen, jeugdhulpverleningsinstellingen, Bureau Jeugdzorg en andere ggz-instellingen. Daarnaast werkt Herlaarhof samen met Zuiderbos, een cluster 4 school met locaties in Vught, Helmond en Veldhoven met ongeveer 430 plaatsen.